# C6H12N2O
化学式C6H12N2O（摩尔质量：128.17 g/mol）可以指：
- 1,3-二甲基丙撑脲（DMPU），CAS号：7226-23-5
- 3-氨基-2-己内酰胺，CAS号：671-42-1
- 聚赖氨酸（英语：Polylysine）的单体

|  | 这个同类索引页列出了具有相同分子式的化学物（即同分異構體）条目。 除非您是有意链接至本页，否则应将相应条目的内部链接指向正确的条目。 |